# Evel Knievel
Robert Craig "Evel" Knievel, Jr. (17 tháng 10 năm 1938 – 30 tháng 11 năm 2007) là tay đua xe máy mạo hiểm được trở thành một tên quen thuộc từ cuối thập niên 1960. Những pha bay trên xe máy, bao gồm lần thử bay qua Hẻm núi Sông Rắn (Snake River Canyon), là bốn trong danh sách top 20 sự kiện được coi nhiều nhất của chương trình TV Wide World of Sports.